# Comme des têtes pas de poule
Comme des têtes pas de poule est une série télévisée familiale québécoise produite par Téléfiction et diffusée depuis le 5 septembre 2022 à Télé-Québec.

## Synopsis
La série tourne autour de la famille Babin-Bibeau, composée de cinq membres: Ian, Evelyne, Victoria, Félix et Flavie. Cette famille imparfaite apporte son lot d'imprévus et de rebondissements, tout en humour, en émotions et en réflexions. Le retour aux études en charpenterie-menuiserie d'Evelyne est l'élément déclencheur des péripéties qui suivront.

## Distribution
Une partie de la distribution a été annoncée le 8 mars 2022 :

### Acteurs principaux
- Evelyne Bibeau : Mélanie Pilon
- Félix Babin-Bibeau : Tristan Clouâtre
- Flavie Babin-Bibeau : Élia St-Pierre
- Ian Babin : David Savard
- Victoria Babin-Bibeau : Estelle Fournier

### Acteurs récurrents et invités
- Félix-Antoine Bénard : Sigismond-Steve Frizon De La Motte Barbeau
- Cédric Thiffault : Pierre-Charles Robidoux
- Arnaud Vachon : Jesse
- Raïssa Beaudoin : Nicole
- Marielle Guérard : Rosalie
- Didier Lucien : Directeur de l'école
- Caroline Lavigne : Charlotte Robidoux
- Michaëna Benoît : Maya
- Amedamine Ouerghi : Simon Charfi
- Denis Houle : Le prof de gym
- Anyjeanne Savaria : Julianne
- Charlie Fleurant : Clara (Tom)
- Devi Julia Pelletier : Cindy Frenette-Lalancette-Wong
- Samara Healey : Marie
- Matai Stevens : Manolo Rodriguez
- Adam Moussamih : Lounis
- Emma Bao Linh Tourné : Zoé Tran
- Philippe Vanasse Paquet : Paul Proulx
- Julie Daoust : Madame Poliquin
- Mathieu Richard : Directeur de l'école

## Production
Le tournage a débuté en février 2022 et s'est poursuivi jusqu'à l'été. Pierre-Yves Bernard, qui a auparavant travaillé sur la série Dans une galaxie près de chez vous, est l'auteur de cette série jeunesse.

## Fiche technique
Pierre Théorêt, Yann Tanguay et Sandra Coppola sont les réalisateurs de la série. Pierre-Yves Bernard, Vincent Bolduc, Robin Balzano, Martin Doyon, Annie Langlois, Marie-Philippe Châtillon, Anne-Hélène Prévost et Fred Simard se partagent l'écriture des épisodes.

### Équipe de production
- Une série de Pierre-Yves Bernard avec la collaboration de Maryse Joncas
- Réalisateurs : Pierre Théorêt, Yann Tanguay et Sandra Coppola
- Productrices : Lucie Veillet et Martine Quinty
- Scénario et dialogues : Pierre-Yves Bernard, Robin Balzano, Martin Doyon, Vincent Bolduc, Marie-Philippe Châtillon, Annie Langlois, Anne-Hélène Prévost, Fred Simard
- Musique originale : Sébastien « Watty » Langlois
- Directrice artistique : Paskale Jobin
- Directeur de la photographie : Jules Cloutier Lacerte
- Directeur de production et producteur délégué : Steve Généreux
- Directrice de postproduction : Annabelle Montpetit
- Producteur exécutif : Claude Veillet

## Épisodes

### Première saison (2022)
La première saison de quarante épisodes a débuté le 5 septembre 2022 et s'est terminée le 10 novembre 2022.
1. Attentat à la poutre
2. Une truite à la présidence
3. Humour de pingouin
4. Comme sur des roulettes
5. Le hoodie de la honte
6. Le fabuleux destin de Victoria Babin-Bibeau
7. La reine DK7
8. Pierre qui roule
9. Avec pas de viande
10. Apparences trompeuses
11. Fumée de jambon
12. Croissant, divan, poubelle
13. Pénalité majeure pour manque d'écoute
14. La diseuse de mésaventures
15. Fugue en si mineur
16. Secrètement génial
17. Un petit lundi
18. Un babouin à la mairie
19. Feue Georgette
20. Une dignité relish moutarde
21. Quand les chats sont partis
22. Confidences en direct
23. Le poids de l'élu
24. Chasser le naturel
25. Rosalie 2.0
26. Un baiser gente dame
27. L'eau, source de rires
28. J'ai été retenu
29. Se faire chanter la pomme
30. Le théâtre, c'est grave!
31. Aussi bien sinon mieux
32. Lounis love Vic
33. La machine à rumeurs
34. Roméo perd sa Juju
35. Grattons notre espoir
36. Un party pour Bouboule
37. Tofu tofu par ci, tofu tofu par là
38. De quoi passer une nuit blanche
39. Greta Babin-Bibeau
40. Second début

### Deuxième saison (2023)
La deuxième saison de quarante épisodes a débuté le 18 septembre 2023 et s'est terminée le 16 novembre 2023
1. On part ou on part pas
2. À vendre : chien qui jappe fort
3. Les frères Dracula
4. Je t’aime à l’imparfait
5. Ça ne s’invente pas
6. La Seule-Valentin
7. Indiscrétions et dragons
8. L’auberge espagnole
9. Jonquière, PQ
10. Le (pas de) rythme dans le sang
11. Le trône à patte cassée
12. De la broue dans le toupet
13. Le club des globules rouges
14. Prêt, pas prêt ?
15. Sang froid pour coeur chaud
16. Manifestement unique
17. Un génie, deux associés et une prof
18. Aimez-moi, je le veux !
19. Pâtisserie et dyspraxie
20. La vie de château
21. Les creux de l’amour
22. Échecs et Mathéo
23. Sans l’ongle d’un doute
24. De l’argent et du beurre
25. Eau maille god
26. Le tout pour le tout
27. Procrastination, ruminations et fin de session
28. Dépression post-party
29. La finissante barbue
30. Une place pour frencher
31. Ça sent le trophée!
32. Bons baisers de St-Serge
33. Le bal, genre
34. Errare babinbibum est
35. Gars ou gars-gars?
36. Changer le monde, un yo-yo à la fois
37. Illusion réconciliation?
38. Mon coeur de polypron
39. New-York, New-York!
40. Le boulevard des rêves brisés

### Troisième saison (2024)
La troisième saison de quarante épisodes a débuté le 11 novembre 2024 et s'est terminée le 13 février 2025.

## Web-série
Afin d'accompagner la série, une série web a été créée: Le trône de laine d'acier avec une patte rouillée pas ben ben solide. Manolo Rodriguez, un personnage de Comme des têtes pas de poule, commente les épisodes de cette série imaginaire se déroulant au Moyen Âge. Le but derrière la série est d'aiguiser l'esprit critique du public cible.